# Antonio José de Irisarri
Antonio José de Irisarri Alonso (Città del Guatemala, 1786 – Brooklyn, 1868) è stato un politico guatemalteco.
Diplomatico a Buenos Aires, Londra e Parigi, assunse il 7 marzo 1814 la carica di director supremo del Cile, che conservò fino al 14 marzo dello stesso anno. Fondò nel 1820 El censor americano.